# Estadio (glaciär i Antarktis)
Estadio är en glaciär i Antarktis. Den ligger i Sydshetlandsöarna. Argentina, Chile och Storbritannien gör anspråk på området. Estadio ligger 81 meter över havet.
Terrängen runt Estadio är huvudsakligen kuperad, men söderut är den platt. Havet är nära Estadio åt nordost. Trakten är obefolkad. Det finns inga samhällen i närheten.